# SAIFI
SAIFI (System Average Interruption Frequency Index) patří mezi základní ukazatele spolehlivosti dodávky elektrické energie. Ukazatel SAIFI představuje průměrnou systémovou četnost přerušení dodávky elektrické energie. Pro výpočet platí vztah:
{\displaystyle {\mbox{SAIFI}}={\frac {\sum {\lambda _{i}N_{i}}}{N_{T}}}}

kde {\displaystyle N_{i}}  je počet odběratelů postižených {\displaystyle i}-tým přerušením dodávky elektrické energie,  {\displaystyle \lambda _{i}}  je počet přerušení dodávky elektrické energie a {\displaystyle N_{T}} je celkový počet odběratelů. 

{\displaystyle {\mbox{SAIFI}}={\frac {\mbox{počet přerušení dodávky elektřiny jednotlivým odběratelům}}{\mbox{celkový počet odběratelů}}}}
SAIFI se vyjadřuje v počtech přerušení za rok. Energetický regulační úřad na svých stránkách každoročně zveřejňuje zprávy o kvalitě obsahující vyhodnocení tohoto ukazatele.